# Marineunruhen im Sommer 1917
Im Sommer 1917 kam es zu ausgedehnten Unruhen in der Marine des Deutschen Reichs, die sich hauptsächlich in und vor Wilhelmshaven abspielten. Nachdem die kaiserliche Hochseeflotte aufgrund von strategischen Fehlplanungen kaum noch im Ersten Weltkrieg eingesetzt wurde, verschärften sich die bereits bestehenden Konflikte zwischen den Seeoffizieren und den Mannschaften. Große Teile der Besatzungen fühlten sich unmenschlich behandelt und durch die arrogant zur Schau gestellte bessere Versorgung der Seeoffiziere provoziert. Der Konflikt bekam eine starke politische Dimension, als die Friedensanstrengungen nach dem Sturz des russischen Zaren intensiviert wurden und die Seeoffiziere daraufhin auf den Schiffen alldeutsche Propaganda für Siegfrieden, weitreichende Annexionen und Reparationen betrieben. Im Zuge dieser Entwicklung hatten sich Gruppen der Besatzungen, auch im Umfeld der Menagekommissionen, organisiert und Protestaktionen durchgeführt. Führende Mitglieder dieser Gruppen begannen nun Kontakte zur USPD aufzunehmen und über einen Streik zur schnelleren Durchsetzung eines Friedens zu diskutieren. Nach einer größeren Protestaktion gegen willkürliche Bestrafungen im August 1917 nahm die Marineführung umfangreiche Verhaftungen vor. Sie versuchte die Unruhen als von der USPD gesteuerte Aufstandsbestrebungen darzustellen. Insgesamt zehn Matrosen und Heizer wurden zum Tode verurteilt. Die Urteile an Max Reichpietsch und Albin Köbis wurden am 5. September 1917 vollstreckt, die anderen Todesurteile in Zuchthaus- oder Gefängnisstrafen umgewandelt. Außerdem wurde eine ganze Reihe zum Teil schwerer Strafen verhängt. Die Begründungen des Militärgerichts waren juristisch unhaltbar. Untersuchungen gegen die USPD ergaben nichts Belastendes. Eine Reichstagsdebatte zum Thema trug mit zum Rücktritt des Reichskanzlers Georg Michaelis bei. Die Organisationen in der Flotte wurden zerschlagen, doch spielte die steigende Verbitterung über die erfahrenen und fortdauernden Ungerechtigkeiten eine wichtige Rolle bei den Ereignissen Ende 1918 in Wilhelmshaven und Kiel.

## Die Kaiserliche Marine – Anspruch und Realität
Die von Alfred von Tirpitz im Auftrag Kaiser Wilhelms II. betriebene massive Flottenrüstung trieb England in das Lager der Gegner Deutschlands, verschlang einen beträchtlichen Teil des Volksvermögens und erwies sich letztlich als nutzlos: Die Royal Navy stellte sich nicht wie erwartet einer großen Seeschlacht gleich zu Beginn des Krieges, sondern führte, für die deutsche Hochseeflotte unerreichbar, eine weiträumige Blockade durch. Eine selbstkritische Aufarbeitung der Fehler war außerhalb der Vorstellungswelt der Seeoffiziere. Sie kamen meist aus dem gehobenen Bürgertum. Für sie war die Marine als gesamtdeutsche Streitmacht das Symbol des neuen nationalen Selbstverständnisses. Sie fühlten sich als Vorkämpfer des Strebens nach Weltgeltung. Dabei entwickelten die Seeoffiziere einen provokativ zur Schau getragenen arroganten Korpsgeist.
Als spätestens nach der Skagerrakschlacht immer deutlicher wurde, dass die Schlachtschiffe größtenteils in den Häfen bleiben würden, führten die durch die Flottenpropaganda geschürten hohen Erwartungen zu Desillusionierung und Frustration. Mit dem intensivierten U-Bootkrieg wurden die älteren, erfahrenen Offiziere in großer Zahl zur U-Bootwaffe versetzt. Sie wurden durch unerfahrene jüngere Offiziere ersetzt, die ihre Unsicherheit gegenüber den häufig schon jahrelang dienenden Besatzungen durch gesteigerten Standesdünkel und fortgesetzte Schikanen gegen ihre Untergebenen zu überspielen suchten.
Die Besatzungen bestanden zu einem großen Teil aus Facharbeitern, ohne die die hochtechnisierten Schiffseinheiten nicht zu beherrschen waren. Einige von ihnen waren mit gewerkschaftlichen oder sozialdemokratischen Ideen in Berührung gekommen. Viele waren aus Abenteuerlust in die Marine eingetreten. Aber auch Technikbegeisterung und Einsatz für das Vaterland dürften eine Rolle gespielt haben.
In der damaligen dramatischen Versorgungslage beschwerten sich die Mannschaften immer wieder über schlechtes Essen während bei den Seeoffizieren weiter wie vor dem Krieg getafelt würde und dass viele rauschende Feste mit hohem Alkoholkonsum gefeiert würden. Den Besatzungen dagegen war Alkohol an Bord verboten.
Die Untätigkeit der Hochseeflotte ließ die Konflikte stark anwachsen und führte zur Bildung von kleineren Gruppen, die zu offenen Protestaktionen übergingen. Regulski erwähnt Aktionen Ende 1916/Anfang 1917 auf den Schiffen SMS Helgoland, Möve und auf Minensuchbooten.

## Die Lage nach zwei Jahren Krieg
Die Schlacht um Verdun dauerte fast das ganze Jahr 1916. Deutschland wollte damit die Westfront wieder in Bewegung bringen. Bei den erbittert geführten Kämpfen erlitt Deutschland jedoch enorme Verluste und musste sich schließlich auf eine verkürzte Frontlinie zurückziehen. Dann kam der berüchtigte Steckrübenwinter. Große Teile der Bevölkerung hungerten. Die Militärführung griff im Februar 1917 zu einem verzweifelten Mittel: der Wiederauflage des uneingeschränkten U-Bootkriegs. Damit riskierte sie den Kriegseintritt der USA. Admiral Henning von Holtzendorff erklärte, dass man damit England in wenigen Monaten in die Knie zwingen könnte und der Krieg beendet sei, bevor die USA eingreifen könnten. In der Folge veröffentlichte die Marine geschönte Versenkungszahlen. Die Kriegserklärung der USA erfolgte im April 1917.

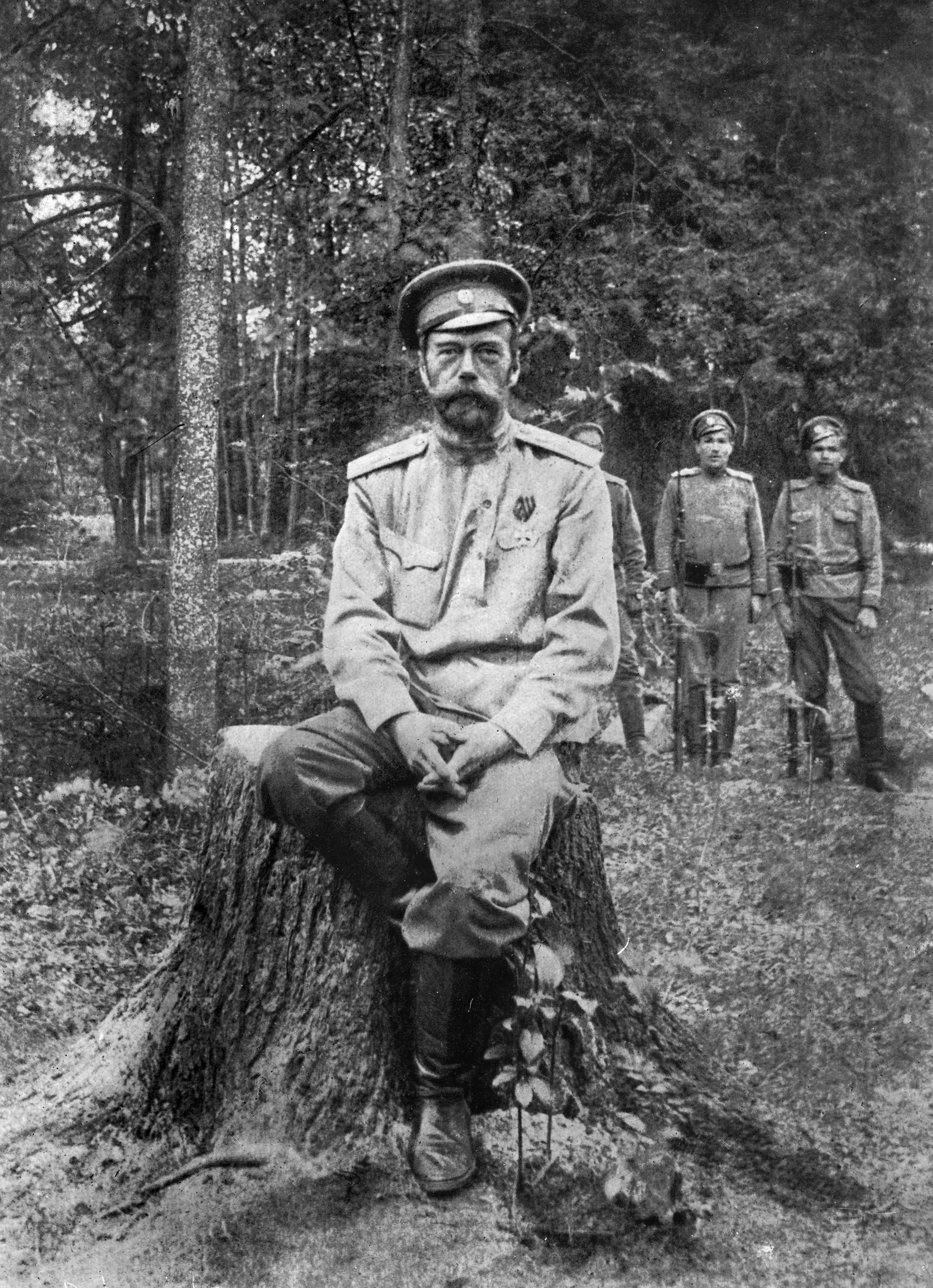
Eine der letzten Aufnahmen des Zaren vor seinem Sturz

 Während das Militär Deutschland in eine immer kritischere Lage manövrierte, zeichnete sich an der Ostfront die Hoffnung auf Frieden ab. Der Zar war im März 1917 gestürzt worden. Damit entfiel aus Sicht der deutschen Arbeiterbewegung der wichtigste Kriegsgrund: der Kampf gegen den Zarismus. Dieser hatte lange Jahre eine Bedrohung für fortschrittliche Bewegungen in ganz Europa dargestellt. Die aus Kriegsgegnern der SPD neugebildete USPD forderte einen "raschen Friedensschluss ohne Annexionen und Kontributionen", eine Formel, der sich einige Zeit später auch die SPD, das Zentrum und die Liberalen anschlossen. Von Juni bis September 1917 versuchten dann die europäischen Sozialisten und Sozialdemokraten Konferenzen zur raschen Beendigung des Krieges zu organisieren.
Die Protestgruppen in der Flotte verfolgten die Ereignisse durch die linke Presse, die zum Teil gelesen werden durfte und zum Teil illegal an Bord gelangte. Die Marineführung intensivierte den „Vaterländischen Unterricht“. Dazu holte sie Vertreter der rechtsradikalen Alldeutschen bzw. der Vaterlandspartei (DVLP) an Bord, die versuchten die Besatzungen davon zu überzeugen, dass nur ein Siegfrieden mit weitreichenden Annexionen und hohen Reparationen für Deutschland in Frage komme könne und dass demokratische Reformen gegen die natürliche Ordnung verstießen. Für die Besatzungen wurde damit deutlich, dass ihre Offiziere sich einem raschen Friedensschluss widersetzten. Etwa Mitte 1917 notierte Richard Stumpf, Matrose auf SMS Helgoland, die zu der Zeit in Wilhelmshaven lag, dass die Matrosen so schnell wie möglich Frieden möchten und es herrsche die Meinung vor, dass nur die Offiziere den Krieg fortsetzen wollten.

## Erste größere Proteste
Um ein Ende des Krieges und damit auch das Ende ihrer Misshandlungen durchzusetzen, mussten sich die Besatzungen besser organisieren und sich mit den Kräften beraten, die sich für ein schnelles Kriegsende einsetzten, insbesondere mit der USPD.

Max Reichpietsch vor SMS Friedrich der Große auf einer DDR-Briefmarke von 1967

 Auf dem Schiff des IV. Geschwaders Friedrich der Große, das bis Mitte März 1917 das Flaggschiff der Hochseeflotte war, begann man ein System von Vertrauensleuten aufzubauen. Dabei war der Matrose Max Reichpietsch führend, der wegen seiner ruhigen und überlegten Art bei den Kameraden beliebt war und der der USPD nahestand. Auf verschiedenen Schiffen kam es jetzt zu größeren Protestaktionen gegen die Verpflegung, die als besonderer Teil der inhumanen Behandlung durch die Seeoffiziere empfunden wurde. Dabei lieferte eine Aktion am 6. Juni 1917 auf der Prinzregent Luitpold die Vorlage für die Besatzungen einer Reihe anderer Schiffe: Matrosen und Heizer der Luitpold weigerten sich verdorbenes Essen abzuholen. Die Schiffsführung blieb stur. Das Essen wurde weggeschüttet und es gab keinen Ersatz. Aber zum ersten Mal hatte eine Besatzung einen Streik durchgeführt und diese Methode verbreitete sich schnell auf den Schiffen. So gab es ähnliche Aktionen auf SMS Friedrich der Große, Posen, Moltke, und Nürnberg. Auf der Prinzregent Luitpold kam es zu drei weiteren Aktionen. Immer öfter konnten sich die Besatzungen dabei mit ihren Forderungen durchsetzen.

## Kontakte zur USPD

Wilhelm Dittmann um 1924

Nachdem es bereits viele Beschwerdeschreiben an Reichstagsabgeordnete verschiedener Parteien, darunter auch der USPD gegeben hatte, kam es ab Mitte Juni zu persönlichen Kontakten von Besatzungsmitgliedern mit der USPD und vermutlich auch der SPD. Max Reichpietsch machte den Anfang. Er traf anlässlich seines Urlaubs in Berlin zunächst die USPD-Abgeordneten Wilhelm Dittmann und Luise Zietz. Das Gespräch hatte informellen Charakter. Reichpietsch übergab einen Umschlag mit Beschwerden und bat um Informationsmaterial. Diskutiert wurde über die möglichen Folgen des „Bachmann-Befehls“. Der Kieler Gouverneur Admiral Gustav Bachmann hatte den Besuch sozialdemokratischer Veranstaltungen für Marineangehörige nur noch nach vorher eingeholter Erlaubnis gestattet. Außerdem hatte Bachmann ein Verbot für sozialistische Zeitungen erlassen. Es wurde befürchtet, dass dies zu einem vollständigen Leseverbot von fortschrittlichen Zeitungen führen könnte. Auch über die Menagekommissionen wurde diskutiert. Die vom Staatssekretär im Reichsmarineamt Eduard von Capelle wohl in Reaktion auf die vielfältigen Beschwerden angeordneten Kommissionen wurden entweder verweigert oder von der Schiffsführung bestimmt. Bei einem zweiten Treffen wenige Tage später mit dem Vorsitzenden Hugo Haase, dem Marinesachverständigen Ewald Vogtherr und wiederum Dittmann, warnten diese Reichpietsch vor den großen Gefahren, sollte es auf den Schiffen zu einer organisierten Matrosenbewegung kommen und verwiesen auf die internationale Stockholmer Konferenz. Reichpietsch blendete aber die Warnungen der USPD-Abgeordneten weitgehend aus und fühlte sich in seinen Anstrengungen bestärkt. Vermutlich traf Reichpietsch auch den MSPD-Abgeordneten Daniel Stücklen, aber über dieses Treffen ist nichts weiter bekannt.

Albin Köbis vor der Prinzregent Luitpold auf einer DDR-Briefmarke von 1967

 Auch Albin Köbis, Heizer auf der Prinzregent Luitpold, Willy Sachse, Heizer auf Friedrich der Große, und Paul Calmus von der Rheinland trafen USPD-Abgeordnete, allerdings nur zu kurzen Gesprächen. Auch vor Ort in Wilhelmshaven und Kiel kam es ebenfalls zu verschiedenen Treffen mit Politikern.

## Weitere Aktionen
Anfang Juli 1917 erfuhren die Besatzungen aus einer Wilhelmshavener Zeitung, dass der Staatssekretär im Reichsmarineamt Eduard von Capelle erklärt hatte, es bestünden auch in der Marine Kommissionen, in denen den Besatzungen ein Mitspracherecht bei der Verpflegung eingeräumt würde, wie es sie ähnlich schon seit längerer Zeit im Heer gäbe. Die Besatzungen verlangten jetzt Wahlen, die ihnen bis dahin vorenthalten worden waren. Jetzt konnten sie auf einer Reihe von Schiffen Kommissionen und Mannschaftsbeteiligungen durchsetzen. Diese bildeten bald ein schiffsübergreifendes Netzwerk, in dem alle möglichen Beschwerden behandelt wurden und das nach einiger Zeit zur Bildung eines „Soldatenbunds“ führte.
Parallel zur schiffsübergreifenden Vernetzung kam es zu weiter um sich greifenden Aktionen auf den Schiffen gegen die schlechte Behandlung und gegen das schlechte Essen.
Auf dem in der Wilhelmshavener Werft liegenden Kleinen Kreuzer Pillau verließen alle bis auf vier Matrosen das Schiff, weil Urlaubsanträge nicht genehmigt worden waren. Sie kehrten erst zum Dienstende zurück und erhielten drei Stunden Strafarbeit.
Auf dem Kleinen Kreuzer Bremen kam es zu einem Hungerstreik und einem anschließenden Protestmarsch. Weitere Vorfälle gab es auf Bremse, Regensburg, Bayern, Thüringen. Königsberg und König Albert, sowie auf Friedrich der Große und Prinzregent Luitpold. Auf König Albert kam der Schiffskommandant nach einem heftigen Disput zwischen Schiffsführung und Mannschaften später unter ungeklärten Umständen ums Leben. Auf Prinzregent Luitpold weigerten sich die Heizer während der Durchfahrt durch den Kaiser-Wilhelm-Kanal weiterzuarbeiten, weil das Essen „von Würmern wimmelte“. Das Schiff lag daraufhin quer im Kanal und versperrte nachfolgenden Schiffen die Durchfahrt. Erst als die Forderungen der Mannschaft erfüllt wurden, nahmen die Heizer die Arbeit wieder auf.

## Organisierte Friedensagitation
Am 23. Juli 1917 hielt der zur Marine eingezogene ehemalige Redakteur der Leipziger Volkszeitung Alfred Herre eine Rede auf einer Versammlung der Matrosenbewegung im Deutschen Haus in Wilhelmshaven. Er sprach über die Friedensresolution des Deutschen Reichstags. Er warnte vor einem gewaltsamen Vorgehen, lobte aber die Unterschriftensammlung unter den Mannschaften zur Unterstützung der USPD und der Stockholmer Konferenz. Beckers sah darin den Beginn der organisierten Friedensagitation in der Hochseeflotte. Das weitere Vorgehen der anwachsenden Bewegung wurde einen oder zwei Tage später im Wilhelmshavener Lokal Tivoli diskutiert. Man einigte sich auf die Einrichtung einer übergreifenden Flottenzentrale. Die politischen Vorstellungen der Anwesenden lagen teilweise weit auseinander. Es bestand aber weitgehend Einigkeit darin, nicht gewaltsam gegen Vorgesetzte vorzugehen. Reichpietsch rief dazu auf, einen Flottenstreik zu organisieren, wenn alle anderen Möglichkeiten der Friedensbemühungen scheitern sollten. Willy Sachse warb für ein gemeinsames Vorgehen von Mannschaften und Arbeitern. Außerdem wurden Demonstrationen in Wilhelmshaven oder Kiel vorgeschlagen.

## Verhaftungen

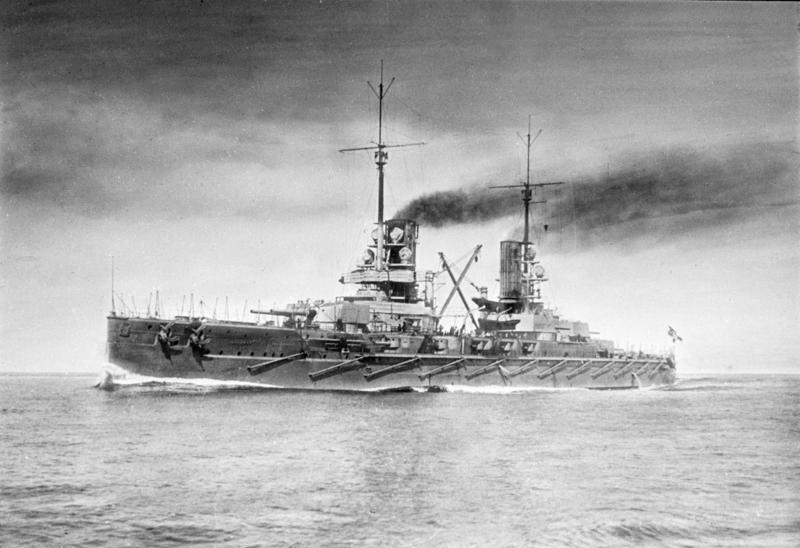
Prinzregent Luitpold vor dem Ersten Weltkrieg

Als sich auf SMS Prinzregent Luitpold das Gerücht verbreitete, dass am 1. August militärischer Dienst auf dem Exerzierplatz geplant sei, und damit eine Kinovorführung abgesagt und eine Freiwache entzogen werden sollte, gingen am Morgen 49 Mann einer Heizerwache unerlaubt von Bord. Danach wurden elf der Männer festgenommen und eingesperrt. Einen Tag später am 2. August 1917 fand „der große Ausmarsch“ auf SMS Prinzregent Luitpold statt. Etwa 600 Mann verließen das Schiff. Damit unterstützte die gesamte Mannschaft, ausgenommen wenige Besatzungsmitglieder, die die Gefechtsbereitschaft sicherstellten, den Protest gegen die Festnahme der Kameraden. Auch kleinere Gruppen von zwei anderen Schiffen schlossen sich an. Am Vorabend war auf einer von Albin Köbis einberufenen Versammlung auf dem Werftgelände in Wilhelmshaven ein entsprechender Beschluss gefasst worden. Nun marschierte man nach Überrumpelung der Werftwache zum Deich nach Rüstersiel. Köbis hielt in der dortigen Stadthalle eine Ansprache und verlangte die Freilassung. Danach marschierte man etwa eine Stunde weiter zur Gaststätte Weißer Schwan. Hier hielt Reichpietsch eine Ansprache und forderte Frieden. Der ihm zugesprochene Aufruf, die Fesseln gewaltsam zu sprengen kann nach der Quellenlage nicht bewiesen werden. Tatsächlich spricht der ganze Verlauf der Aktion eindeutig für den passiven Widerstand. Dann marschierten sie zurück an Bord, wobei sie sich weigerten, von Marinepersonal abgeführt zu werden. Dadurch mussten sie verschiedene Umwege machen und verpassten die von ihnen angestrebte Einhaltung der Gefechtsbereitschaft um 90 Minuten.
Der Geschwaderchef gab Gefechtsalarm. Die Prinzregent Luitpold lief aus; laut Beckers „wahrscheinlich unter Belagerungszustand“ Da es jedoch auf einem Kriegsschiff keinen Belagerungszustand gibt, dürfte Beckers damit die Abschottung des Schiffes gegenüber jeglichem Einfluss von außen gemeint haben. Untersuchungen und Kontrollen begannen. Bei der Rückkehr des Schiffes nach Wilhelmshaven wurden etliche der Teilnehmer verhaftet. Eigentlich war verabredet worden, dass die anderen Schiffe in einen Sympathiestreik treten sollten, aber die einsetzende Verhaftungswelle auch auf SMS Markgraf und Kaiserin ließ die organisierten Besatzungsmitglieder resignieren.

## Die juristische und politische Aufarbeitung
Zunächst wurde in eine Richtung ermittelt, die vergleichsweise geringfügige Strafen zur Folge gehabt hätten. Die Verhöre nahmen eine bedrohliche Wendung an, als der Marinehilfsgerichtsrat Dr. Dobring die Leitung übernahm. Er versuchte die Aktionen als Bestrebungen einer Geheimorganisation, gesteuert von der USPD, darzustellen, mit denen die Schlagkraft der Flotte unterminiert werden sollte. Er dehnte die sich rasch wiederholenden Verhöre auf viele Stunden aus, bedrohte die Verhafteten und brachte sie dazu, von ihm diktierte Aussagen zu unterschreiben. Von den Angeklagten gewünschte Verteidiger von der USPD wurden ihnen rechtswidrig verweigert. Die Anklageschriften lagen ihnen nicht vor.
Am 23. August 1917 wurden zwölf Angeklagte wegen des Ausmarsches auf der Prinzregent Luitpold am 1. August wegen „militärischem Aufruhrs im Felde in Tateinheit mit Meuterei“ in Wilhelmshaven verurteilt. Der Heizer Bernhard Spanderen erhielt als „Rädelsführer“ die Todesstrafe, die anderen 12 Jahre Gefängnis. Admiral Scheer wandelte alle Strafen in verhältnismäßig kurze Gefängnisstrafen um, für Spanderen vier Jahre, für die anderen zwei Jahre, denn keinem der Angeklagten hatte man Kontakte zur oder Werbung für die USPD nachweisen können. Weitere fünf Matrosen und Heizer (Max Reichpietsch, Willy Sachse, Willi Weber, Albin Köbis, Hans Beckers) wurden am 25./26. August 1917 wegen „vollendeter kriegsverräterischer Aufstandserregung“ zum Tode verurteilt. Das Militärgericht setzte den Versuch eines Aufstands mit dem vollendeten Aufstand gleich. Dies wurde damit begründet, dass eine revolutionäre Organisation, die jederzeit auf einen Wink der USPD losschlagen könne, geschaffen worden sei. Der Rechtsexperte Wolfgang Semmroth weist jedoch in einer umfangreichen Untersuchung nach, dass es sich bei der behaupteten Organisation um lockere Gruppierungen im Umfeld der Menagekommissionen gehandelt habe, die insbesondere keinesfalls zum jederzeitigen Losschlagen in der Lage gewesen wären. Auch Stellungnahmen des Kriegsgerichtsrats de Bary und des Justiziars im Reichsmarineamt Paul Felisch betonten, dass eine Aufstanderregung nicht verwirklicht worden sei.
Zur Vollstreckung der Urteile wurden Max Reichpietsch und Albin Köbis kurz darauf nach Köln gebracht und am 5. September 1917 morgens durch ein Landsturmkommando unter dem Befehl eines Majors auf dem Schießplatz Wahn erschossen. Die anderen Todesurteile wurden in Zuchthausstrafen umgewandelt. Außerdem wurde eine ganze Reihe zum Teil schwerer Strafen verhängt (z. B. gegen Carl Richard Linke) und eine Reihe von Verhafteten wurde an die Front nach Flandern versetzt.
In einer Reichstagsdebatte im Oktober 1917 kamen die Urteile zur Sprache. Der Reichskanzler Georg Michaelis warf Ledebour und Dittmann von der USPD Landesverrat vor. Er stellte sich jedoch selbst bloß, da er sich trotz interner Warnungen auf offensichtliche Falschaussagen stützte. Dies trug mit zum Rücktritt des Reichskanzlers bei. Auch ein von der Marineführung gegen USPD-Abgeordnete angestrengtes Untersuchungsverfahren des Reichsgerichts ergab nichts Belastendes.
Obwohl die Zensur keine Berichte über die Ereignisse zuließ, waren Gerüchte über die Unruhen in der Öffentlichkeit weit verbreitet. Nach Regulski wurde die Vollstreckung der Todesurteile den Matrosen der Hochseeflotte am 9. September 1917 bekannt gegeben.

## Das Ende der Bewegung
Die Matrosenbewegung existierte trotz der Maßnahmen weiter. Es wurde weiterhin versucht, Unterschriften für den Frieden zu sammeln und auf einen Streik hinzuarbeiten. Dies betraf die Schiffe Westfalen, Moltke, Rheinland, Ostfriesland und Nassau. Westfalen hatte im Juli neben Friedrich der Große im Dock gelegen und es hatte einen regen Austausch unter den Besatzungen gegeben. Erst Ende August/Anfang September konnte die Bewegung durch den umfangreichen Einsatz von Spitzeln vollständig zerschlagen werden. Am 2. September 1917 kam es zu einer letzten Verhaftungswelle, als die verbliebenen Vertrauensleute der Westfalen, Ostfriesland und Nassau bei einem Treffen in einem Lokal in Kiel festgenommen wurden. In den folgenden Prozessen gab es ebenfalls vier Todesurteile gegen die Matrosen Hans Haase und Johann Siegfried, den Mechanikergast Paul Brügge und gegen den Heizer Michael Hiller, die aber in langjährige Zuchthausstrafen umgewandelt wurden. Weitere schwere Strafen gab es gegen eine Reihe weiterer Besatzungsmitglieder. Insgesamt fanden bis zum Ende des Ersten Weltkriegs 47 Prozesse wegen Aufruhrs oder Gehorsamsverweigerungen statt.

## Folgen
Die Bewegung hatte die Stimmung weiter Teile der Besatzungen zum Ausdruck gebracht. Die Organisation war zerschlagen, aber die Ursachen für die Proteste wurden nicht abgestellt. Angesichts der erfahrenen Ungerechtigkeiten steigerte sich die Verbitterung der Mannschaften. Ihnen war deutlich vor Augen geführt worden, dass die Marineführung weder das provokante Auftreten noch die Misshandlungen abstellen wollte. Darüber hinaus wehrten sich die Seeoffiziere gegen einen rechtzeitigen Friedensschluss, der Grundlagen für eine Völkerverständigung hätte liefern können, und sie bekämpften entsprechende Anstrengungen der Politik, insbesondere die Reichstagsresolution zum Verständigungsfrieden. All dies sollte eine wichtige Rolle bei den Ereignissen Ende 1918 in Wilhelmshaven und Kiel spielen.
Der am 4. November 1918 in den Kasernen in Kiel-Wik gebildete erste Soldatenrat forderte neben der Abdankung des Hohenzollernhauses, der Aufhebung des Belagerungszustandes und der Freilassung kurz zuvor verhafteter Besatzungsmitglieder auch die Freilassung aller im Zuchthaus zu Celle [im Original „Zelle“] sitzenden Kameraden von der Matrosenerhebung im Jahre 1917. Im Verlauf der Novemberrevolution bekamen die Verurteilten ihre Freiheit zurück.

## Untersuchungsausschuss
Vor dem Untersuchungsausschuss für die Schuldfragen des Weltkrieges der Weimarer Republik gaben von 1926 bis 1928 wichtige Zeugen der Ereignisse ihre Erlebnisse und Einschätzungen zu Protokoll. Von Seiten der Mannschaften waren dies u. a. Willy Sachse (der von verschiedenen Seiten als wenig glaubwürdig eingestuft wurde), Willy Weber, Hans Beckers, Richard Stumpf und Carl Richard Linke. Von der Gegenseite gab es Äußerungen von dem damaligen Untersuchungsrichter Dr. Dobring, dem Marinehilfskriegsgerichtsrat Dr. Loesch, den Gerichtsschreibern Heißenbüttel, Steinmeier und Deters sowie dem Marinekriegsgerichtssekretär Klima. Einer der Gutachter, der Jurist und kurzzeitige Geschäftsführer des Untersuchungsausschusses Dr. Ludwig Herz kam zu dem Urteil: „Kaum ein Grundsatz des Strafverfahrens ist in den Marineverfahren nicht verletzt worden.“ Der Ausschuss fasste seine Untersuchungen in einer Entschließung zusammen, die von den Vertretern aller Parteien, eingeschlossen der konservativen, nicht jedoch von jenen der kommunistischen Fraktion angenommen wurde. Darin heißt es u. a.: „Ein Beweis dafür, dass führende Persönlichkeiten der USPD die Absichten der Matrosen gekannt und gebilligt oder die Matrosen zu ihren Handlungen angereizt hätten, ist nicht erbracht worden. […] Die Verurteilungen durch die Kriegsgerichte, besonders aber die Vollstreckung von zwei Todesurteilen, sind von einem großen Teil der Mannschaften als ungerecht und als zu streng empfunden worden; die Urteile wirkten verbitternd in die Zukunft.“

## Rezeption
In der konservativen Betrachtungsweise galten die Besatzungen als Meuterer und Kriegsverräter, die ein gerechtes Urteil gefunden hätten. Dabei wird nach Meinung Regulskis ausgeblendet, dass die Matrosen und Heizer keine Gewalt gegen Vorgesetzte anwendeten und diese sich offenbar auch nicht bedroht fühlten. Es wurde zwar darüber diskutiert, einen Streik in der Flotte zur Durchsetzung des Friedens zu organisieren, doch für Semmroth ist der Vorwurf der Meuterei „mehr als zweifelhaft“, denn Köbis, bei dem dies am ehesten zutreffen könnte, riet zur Mäßigung und sorgte für die Sicherstellung der Gefechtsbereitschaft. Man müsse außerdem den Anlass für die Aktionen und die dafür üblicherweise ausgesprochenen Strafen (maximal 14 Tage Arrest) in die Bewertung einbeziehen.
In der Sichtweise der radikalen Linken galten die Besatzungen als revolutionäre Vorkämpfer. Regulski sieht hier aber selbst bei dem entschiedensten Vertreter der Bewegung, Reichpietsch, keine klare politische Ausrichtung. Ähnlich wie Horn sieht Regulski in der Bewegung das Bestreben der Besatzungen, die ihnen verweigerte Menschenwürde einzufordern und ein Zeichen für den Frieden zu setzen.
Es wurde diskutiert, ob die Ereignisse mit dem Matrosenaufstand von Cattaro im Februar 1918 in der österreich-ungarischen Flotte vergleichbar sind. Kuhl sieht jedoch eher Parallelen zwischen Cattaro und dem Kieler Matrosen- und Arbeiteraufstand im November 1918. Sowohl in Cattaro als auch in Kiel kam es zu Gewaltmaßnahmen, die Offiziere wurden entmachtet und es wurden rote Fahnen auf den Schiffen gehisst. All dies traf jedoch nicht auf die Ereignisse in der deutschen Flotte im Sommer 1917 zu. Allerdings wurden sowohl in Wilhelmshaven als auch in Cattaro Todesurteile gefällt und teilweise vollstreckt. Auch vor diesem Hintergrund erweist sich das Vorgehen der deutschen Marineführung als völlig unverhältnismäßig.

### DDR
In der Geschichtsschreibung der DDR nahmen die Unruhen einen bedeutenden Platz ein und galt als revolutionäre Aktion nach Vorbild und Beispiel der russischen Oktoberrevolution. Sie wurden als zweite große Massenaktion gegen den imperialistischen Krieg nach den Aprilstreiks 1917 angesehen und die Matrosen hätten gute Beziehungen zum Spartakusbund gehabt. Die Ziele der Matrosen seien in der DDR verwirklicht worden und es wurde immer die Kontinuität zwischen der revolutionären Matrosen von 1917/1918 und den Matrosen der Volksmarine der DDR, die ihr Vermächtnis erfüllen, unterstrichen. Der Aufstand wurde als historische Wurzel der Waffenbrüderschaft mit der Sowjetischen Flotte betrachtet. Ehemalige „rote Matrosen“ wie z. B. Karl Artelt oder Paul Eichler wurden zu Gedenkveranstaltungen eingeladen. Albin Köbis und Max Reichpietsch wurden als Märtyrer und Vorbilder für die Jugend verehrt.

### Erinnerungsorte

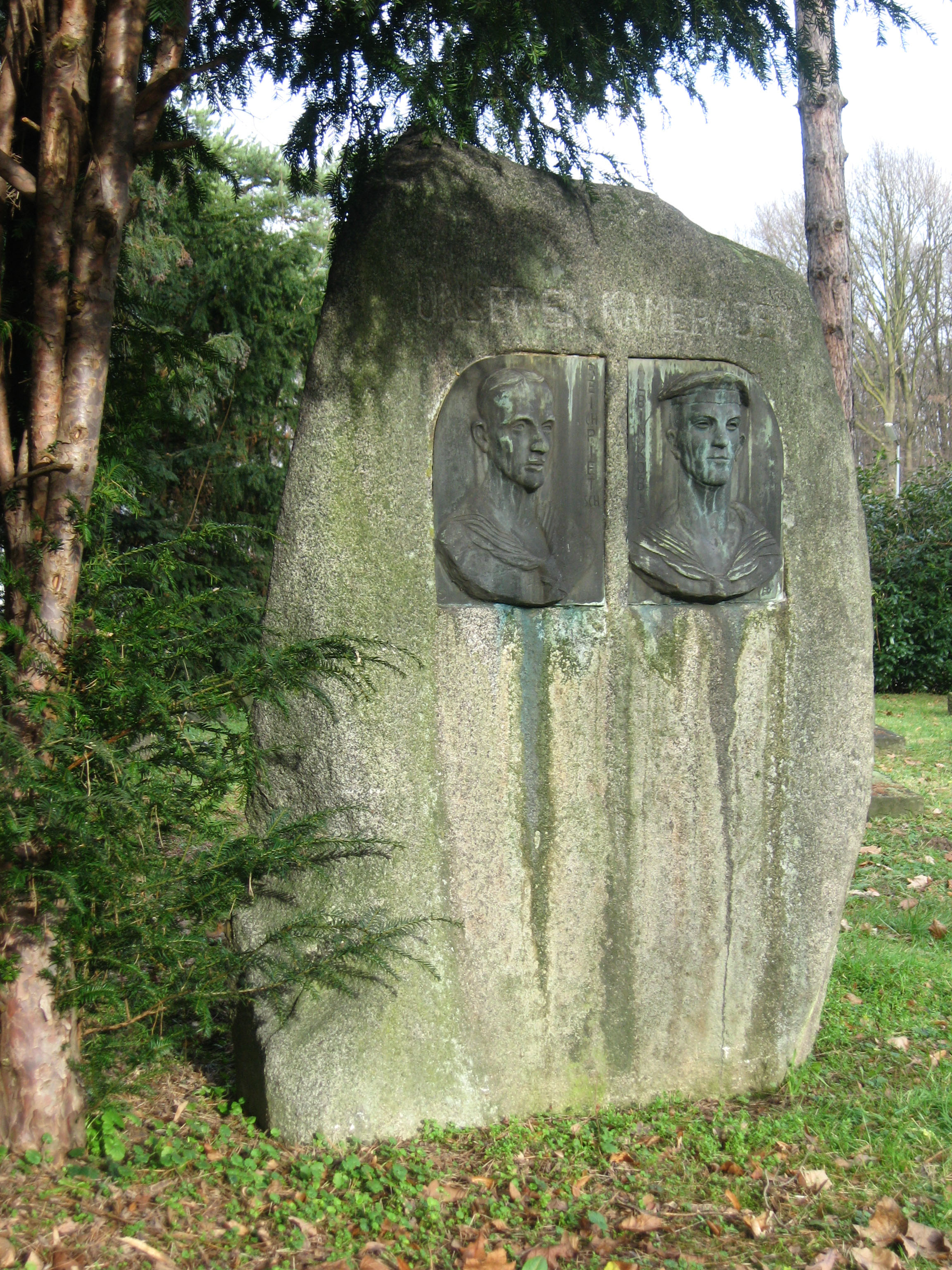
Grabstein von Max Reichpietsch und Albin Köbis in der heutigen Luftwaffenkaserne Wahn

Die auf dem Gelände der Luftwaffenkaserne Wahn gelegenen Grabstätten von Max Reichpietsch und Albin Köbis sind bis heute für den normalen Publikumsverkehr unzugänglich. Für den Besuch der Gräber ist eine Erlaubnis der Bundeswehr sowie eine damit einhergehende Registrierung erforderlich.
In einer Reihe von Städten so auch in Berlin (Reichpietschufer und Köbisstraße) sind Straßen und Plätze nach Reichpietsch und Köbis benannt.

### Filme
- ZDF 1969: Marinemeuterei 1917, 90 Min., Regie: Hermann Kugelstadt, Drehbuch: Michael Mansfeld, mit Dieter Wilken, Karl-Heinz von Hassel (als Max Reichpietsch), Volkert Kraeft, Claus Wilcke u. a. (dieser Film schildert detailliert die Ereignisse und den Prozess).
- WDR (1986): Augenzeugen berichten über die Marineunruhen 1917/18, 44 Min., von Wolfgang Semmelroth und Claus-Ferdinand Siegfried (Regie).

### Theaterstück
Ernst Toller verarbeitete die Ereignisse 1930 in dem historischen Schauspiel „Feuer aus den Kesseln“.

### Roman
Theodor Plievier schrieb 1930 seinen Roman „Des Kaisers Kulis. Roman der deutschen Flotte“. Er widmete ihn Köbis und Reichpietsch.